# Paks (boginja)
Paks (latinsko Pax, slovensko mir) je bila rimska boginja miru, enakovredna grški Ireni. Na kipih je upodobljena z oljčno vejico, rogom izobilja (cornucopia) in žezlom. Boginjo so pogosto povezovali s pomladjo.
V starih mitih boginje Paks ne najdemo, kar ni presenetljivo, saj je v rimski zgodovini mir vladal samo sedemkrat. Za boginjo so jo priznali leta 13 pr. n. št. v času cesarja Avgusta, ki je po vrnitvi z vojnega  pohoda v Galijo njej v čast na Marsovem polju zgradil tempelj Ara Pacis Augustae (Oltar avgustovega miru). Drug tempelj so zgradili po zmagi nad Judi leta 71 in trg, na katerem je stal, po njem imenovali Trg miru - Forum pacis.
Tempelj Ara Pacis Augustae  je bil eden od najzanimivejših in najpomembnejših umetniških del iz Avgustovega obdobja, vendar je zaradi slabega vzdrževanja in zoba časa popolnoma razpadel. Leta 1937 so ga italijanski strokovnjaki v celoti rekonstruirali na mestu, kjer je nekoč stal, in z izvirnimi reliefi iz več muzejev.